# Mad Dogs and Englishmen (film, 1995)
Pour plus de détails, voir Fiche technique et Distribution.
Mad Dogs and Englishmen ou Shameless est un film britannique réalisé par Henry Cole en 1995.

## Résumé
Un livreur américain tombe amoureux d'une héritière anglaise, mais se trouve impliqué dans de sombres affaires de drogue et de corruption d'un haut fonctionnaire de la police, Stringer.

## Fiche technique
- Scénario : Henry Cole et Tim Sewell
- Production : Andrew Houghton, Ashley Levett, David Marlow, Nigel Thomas, Ronaldo Vasconcellos, Peter Watson-Wood
- Musique : Barrie Guard
- Directeur de la photographie : John Peters
- Montage : Simon Hilton, Sidney Levin, Lionel Selwyn
- Durée : 97 min
- Pays de production :  Royaume-Uni
- Langue : anglais
- Couleur
- Son : Dolby
- Classification : États-Unis : R (drogue, sexe et violence)

## Distribution
- Elizabeth Hurley : Antonia Dyer
- Cheryl Doll : Antonia jeune
- Joss Ackland : inspecteur Sam Stringer
- Christopher Adamson : Max Quinlan
- Jeremy Brett : Tony Vernon-Smith
- Claire Bloom : Liz Stringer
- Andrew Connolly : Clive Nathan
- Louise Delamere (en) : Sandy
- Nicola Duffett : Diane
- Paula Hamilton : Charlie
- David Harewood : Jessop
- Kate Howard : Melissa Dyer
- C. Thomas Howell : Mike
- Jason Lake : Natty
- Patrick Lichfield : lui-même
- Hugh Sachs	: Brooks
- Peter Stockbridge : Gent
- Frederick Treves : Sir Harry Dyer
- Herbert Leslie Wright : Herbie